# Oleg Cassini
Oleg Cassini, född 11 april 1913 i Paris, Frankrike, död 17 mars 2006 i Manhasset på Long Island, New York, var en amerikansk modeskapare.
Cassini designade exklusiva klänningar för en rad celebriteter, bl.a. Jackie Kennedy, Grace Kelly och Gene Tierney.
Han var för övrigt gift med Gene Tierney åren 1941–1952 samt förlovad med Grace Kelly, som dock bröt förlovningen för att istället gifta sig med furst Rainier III av Monaco.